# Золотово (Ленинградская область)
Золотово — деревня в Борском сельском поселении Бокситогорского района Ленинградской области.

## История
Деревня Золотово упоминается на специальной карте западной части России Ф. Ф. Шуберта 1844 года.

ЗОЛОТОВО — деревня Золотовского общества, прихода Колбицкого погоста. Река Воложба.

Крестьянских дворов — 43. Строений — 142, в том числе жилых — 70. Мелочная лавка и питейный дом.

Число жителей по семейным спискам 1879 г.: 109 м. п., 111 ж. п.; по приходским сведениям 1879 г.: 101 м. п., 108 ж. п.
Сборник Центрального статистического комитета описывал её так:

ЗОЛОТОВА — деревня бывшая владельческая при реке Воложбе, дворов — 38, жителей — 236; часовня, лавка. (1885 год)
В конце XIX — начале XX века деревня административно относилась к Большегорской волости 3-го земского участка 1-го стана Тихвинского уезда Новгородской губернии.

ЗОЛОТОВО — деревня Золотовского общества, дворов — 59, жилых домов — 104, число жителей: 152 м. п., 175 ж. п.

Занятия жителей — земледелие, лесной и тележный промысел. Боровичско-Тихвинский тракт. Река Воложба. Часовня, земская станция, водяная мельница, 2 мелочные лавки, 2 кузницы. (1910 год)

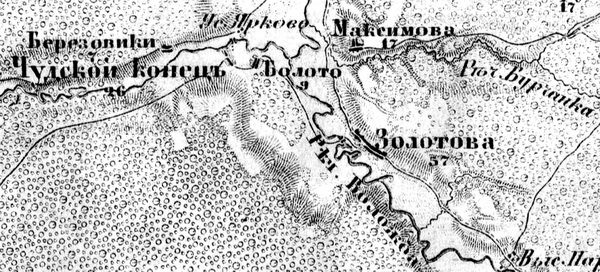
Деревня Золотово на карте 1913 года

Согласно карте Новгородской губернии 1913 года, деревня называлась Золотова и насчитывала 57 крестьянских дворов.
С 1917 по 1918 год деревня входила в состав Большегорской волости Тихвинского уезда Новгородской губернии.
С 1918 года в составе Череповецкой губернии.
С 1927 года в составе Золотовского сельсовета Тихвинского района.
С 1928 года в составе Большегорского сельсовета.
По данным 1933 года деревня Золотово входила в состав Больше-Горского сельсовета Тихвинского района.
С 1952 года в составе Бокситогорского района.
С 1963 года вновь в составе Тихвинского района.
С 1965 года вновь в составе Бокситогорского района. В 1965 году население деревни составляло 109 человек.
По данным 1966 года деревня Золотово также входила в состав Большегорского сельсовета.
По данным 1973 и 1990 годов деревня Золотово входила в состав Борского сельсовета.
В 1997 году в деревне Золотово Борской волости проживали 22 человека, в 2002 году — 11 человек (все русские).
В 2007 году в деревне Золотово Борского СП проживали 11 человек, в 2010 году — также 11.

## География
Деревня расположена в юго-западной части района на автодороге 41К-034 (Пикалёво — Струги — Колбеки).
Расстояние до административного центра поселения — 19 км.
Расстояние до районного центра — 20 км.
Деревня находится на правом берегу реки Воложба.

## Демография
| 1997 | 2002 | 2007 | 2010 | 2013 | 2014 | 2017 |
| ---- | ---- | ---- | ---- | ---- | ---- | ---- |
| 22   | ↘11  | →11  | →11  | ↗16  | ↗17  | ↗18  |

## Инфраструктура
На 2017 год в деревне было зарегистрировано 7 домохозяйств.

## Известные уроженцы
- Дмитрий Филиппович Филиппов (1904—1967) — живописец, педагог, член Ленинградского Союза художников